# Lomo al trapo
El lomo al trapo es un plato colombiano de relativamente reciente[¿cuándo?] aparición, principalmente preparado y consumido en la ciudad de Bogotá y sus zonas aledañas. Su mayor atractivo se centra en la técnica de cocción utilizada, que permite la conservación de los jugos naturales de la carne y de su sabor.

## Preparación
El lomo al trapo encuentra su mayor popularidad en la ciudad de Bogotá y sus alrededores. Las condiciones climatológicas de la Sabana de Bogotá, considerada de clima frío frente a otras regiones, y el uso de chimeneas como elementos arquitectónicos tradicionales, permitieron la popularización del plato a lo largo de los años. 

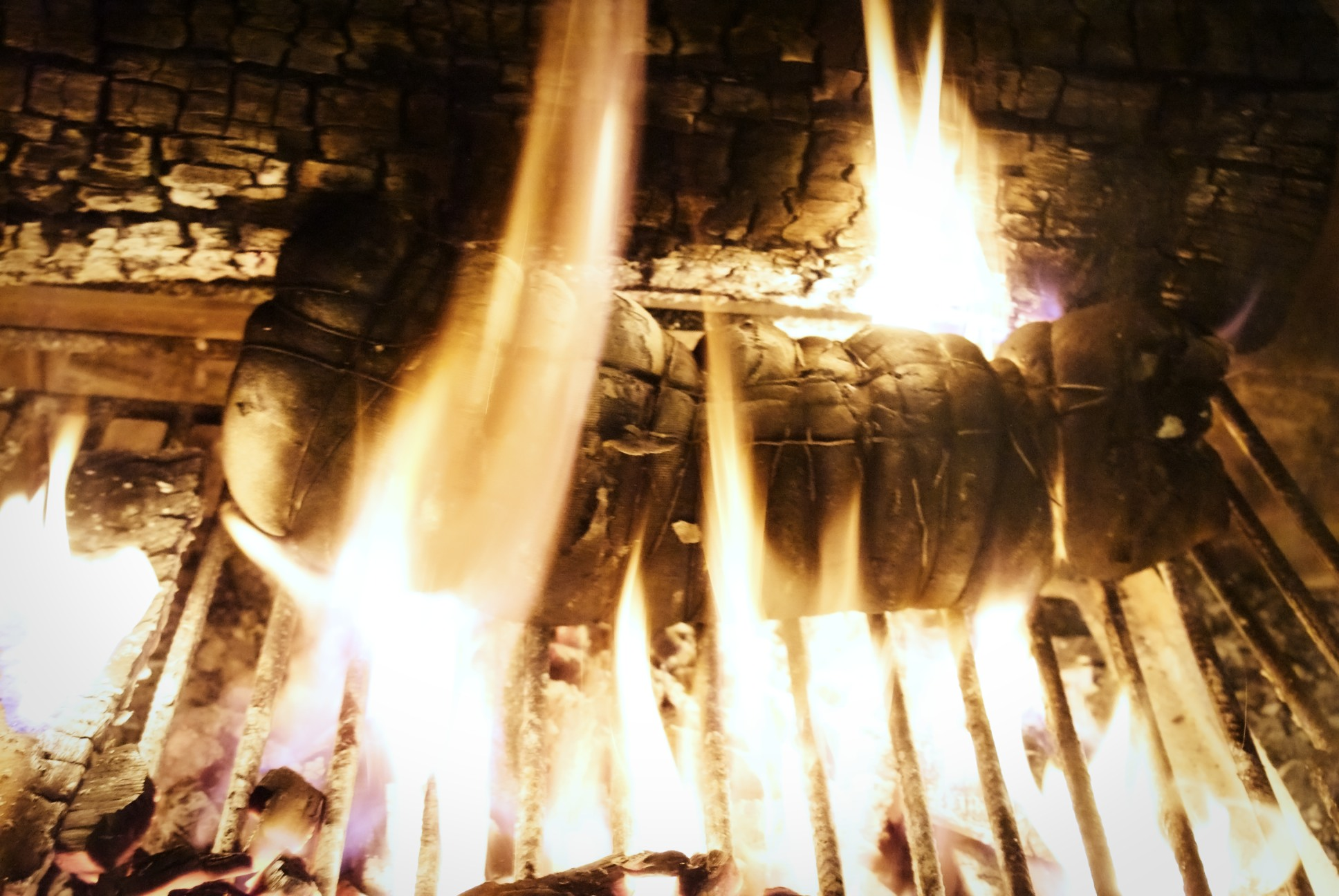
Preparación del lomo al trapo.

Tradicionalmente el lomo al trapo se prepara con una pieza entera de lomo de res sin condimentar, envuelto en una considerable capa de sal fina (aproximadamente 1 cm de espesor), para lo cual se utiliza un trapo de algodón de donde toma su nombre (tela garza o lienzo son muy buenos para esta preparación) humedecido con agua/ajo, vino tinto o vino blanco e incluso cerveza. El lomo envuelto en sal se dispone directamente sobre la llama -y no la brasa- de una chimenea no menos de 24 minutos por kilo de carne, dándole la vuelta al menos una vez para que se cocine de forma homogénea. Durante este tiempo la sal se encostra alrededor del lomo, permitiendo que la carne se cocine a altas temperaturas a la vez que evita su sudoración. Posteriormente, el lomo envuelto en sal se retira de la llama y se desmolda. Usualmente se corta en rodajas y se acompaña de puré de papas, papas al vapor (conocida en Colombia como papa salada), plátano maduro a la brasa o ensalada verde.
El lomo al trapo se consume en su mayoría en reuniones privadas, entre familiares o amigos, alrededor de una chimenea o fogata. Es un plato de muy reciente aparición en el escenario gastronómico nacional pues no sé registra su preparación en libros tradicionales de cocina colombiana como El Gran Libro de la Cocina Colombiana, El Sabor de Colombia o Cocina básica Colombiana. No obstante, su creciente difusión, principalmente oral, le ha permitido ubicarse dentro de los menús de varios restaurantes tradicionales en Bogotá y su área de influencia.